# Alberto Aguilar (athlétisme)
Pour les articles homonymes, voir Alberto Aguilar et Aguilar.
Alberto Martín Aguilar Suárez (né le 9 mars 1985 à San Fernando de Apure) est un athlète vénézuélien, spécialiste du 400 m.
Son meilleur temps est de 46 s 07 réalisé en 2011 à Barquisimeto. Il est finaliste sur le relais 4 × 400 m lors des Jeux olympiques de Londres en 2012. Le 12 mai 2013 à Los Angeles, l'équipe du Venezuela composée de lui-même, Marvin Blanco, José Meléndez et Freddy Mezones, réalise 3 min 2 s 71.
Lors des Jeux panaméricains de 2011, il avait battu le record national de ce relais en 3 min 0 s 82, en remportant la médaille de bronze.